# Bóng mờ phủ Angkor
Bóng mờ phủ Angkor (tiếng Khmer: ឆាយាលើអង្គរ, tiếng Pháp: Ombre sur Angkor, tiếng Anh: Shadows over Angkor) là một phim gián điệp do Norodom Sihanouk biên kịch và đạo diễn, xuất phẩm năm 1968 tại Tashkent.

## Lịch sử
Thập niên 1960, trong bối cảnh Chiến tranh Lạnh đã ở đỉnh điểm căng thẳng, vương thất Kampuchea dù tuyên bố trung lập nhưng khó tránh bị các thế lực chính trị xung quanh kéo vào cuộc. Vì vậy, quốc vương Norodom Sihanouk quyết định mượn một sự kiện chính trị có thật từng thiệp đến mạng vận ông năm 1959, nhằm tố giác âm mưu của những thế lực muốn tước đi ổn định thịnh vượng của Kampuchea.
Trong ngữ cảnh, bóng mờ (ombre) được hiểu là chủ nghĩa đế quốc Mỹ và Angkor là biểu tượng của chính văn hóa - xã hội Khmer.

## Nội dung
Năm 1960, tướng Mchulpich - chỉ huy các lực lượng vũ trang khu vực Siemreap-Kampong Thom - nảy ý đồ dựa vào Mỹ để phế vương thất rồi lập chính phủ thân Mỹ. Nhằm dập tan tham vọng của Mchulpich, tham mưu trưởng các lực lượng vũ trang Khmer bèn cử sĩ quan kiêm thái tử Dhanari thực hiện một mật vụ.
Trên đường tới Phnôm Pênh, chiếc xe hơi chở Dhanari bỗng trở chứng. Tình cờ một bà ngang qua cho đi nhờ xe, tự giới thiệu là đại sứ nước X tại Kampuchea, tỏ ra khinh ghét chủ nghĩa đế quốc. Trong một buổi lễ ở Angkor, Dhanari phát hiện các phái viên CIA đem vũ khí giấu ở đền Bayon nhằm chuẩn bị đảo chính.
May thay, chỉ vài giờ trước khi quân Mỹ và Việt Nam đổ vào Kampuchea, tất cả gián điệp cùng tay sai đều bị vương quân Khmer trấn áp. Nữ đại sứ bực tức vì âm mưu thất bại, vội vã trở về X.

## Kĩ thuật
Phim được thực hiện hoàn toàn tại Phnôm Pênh năm 1967, sau đó gửi sang Pháp in tráng, phần hòa âm được thực hiện tại Cộng hòa Dân chủ Đức.

### Sản xuất
- Giám chế: Roeum Sophon
- Thiết kế: Ieu Pannakar[3]

### Diễn xuất
- Norodom Sihanouk... Dhanari
- Moniqué Sihanouk... Đại sứ nước X
- René Laporte... Đại tá CIA
- Nop Nem... Tướng Mchulpich
- Nhiek Tioulong
- Lý Kim Hương... Một cô người Việt
- Bruno Forsinetti
- Dy Saveth
- Keo Montha
- Or Pho
- Rithiya Sonthic

## Hậu trường
Bóng mờ phủ Angkor là xuất phẩm điện ảnh duy nhất vương hậu Moniqué Sihanouk đóng vai phản diện. Vai của bà là đại sứ một quốc gia X nào đó nhằm tránh đề cập thẳng tới Mỹ để phim có điều kiện rộng chiếu quốc tế.
Tháng 10 năm 1968, Bóng mờ phủ Angkor được mời chiếu tại Liên hoan phim quốc tế Tashkent (Uzbekistan). Tháng 11 cùng năm, phim mới được ra mắt khán giả Kampuchea tại Liên hoan phim quốc tế Phnôm Pênh. Đến tháng 07 năm 1969, phim lại được trình chiếu tại Liên hoan phim quốc tế Moskva (Liên Xô) dưới nhan đề Тень над Ангкором.
Trong thời kì Khmer Đỏ thống trị, Bóng mờ phủ Angkor nằm trong số văn hóa phẩm bị tiêu hủy. Tuy nhiên, cuộn băng gốc định dạng Eastmancolor rộng 35mm dài 3018m trước đó đã yên vị tại nhà một tư nhân Canada, sau này được Trung tâm Điện ảnh Quốc gia Pháp thu mua và phục chế.
| “                  | Based on a dramatic episode of Cambodia's History, in the sixties. It was about a plot fomented from the outside and in the Angkor-Siemreap-Kompong Thom region by the CIA, two South-East Asian governments tied to the "chariot" of Imperialism and General "Dap" Chhuon Mchulpich (the Governor and Commander of the Cambodian armed forces of the Angkor-Siemreap-Kompong Thom region), all of them being very dissatisfied with the "neutralist" and anti-imperialist policy of Prince Norodom Sihanouk, Chief of State of the Kingdom of Cambodia, and, more particularly, with the rejection by Sihanouk, in 1963, of the conditional and humiliating U.S. aids. | ” |
| — Norodom Sihanouk | |   |

Ngày nay, giới phê binh điện ảnh coi bộ phim như một tiên báo về cuộc đảo chính năm 1970 khiến vương thất Kampuchea mất quyền bính, bản thân quốc vương và vương hậu phải lưu vong suốt hai thập niên.
- Dap Chhuon
- Đảo chính Kampuchea 1970